# ヘンリー郡 (ケンタッキー州)
ヘンリー郡（英: Henry County）は、アメリカ合衆国ケンタッキー州の北部に位置する郡である。2010年国勢調査での人口は15,416人であり、2000年の15,060人から2.4%増加した。郡庁所在地はニューキャッスル市（人口912人）であり、同郡で人口最大の都市はエミネンス市（人口2,498人）である。
ヘンリー郡は1799年に設立され、郡名はアメリカ独立戦争時の愛国者パトリック・ヘンリー（1736年-1799年）に因んで名付けられた。1990年代以降、特に隣接するオールダム郡に地価が跳ね上がったので、インディアナ州にも跨るルイビル・ジェファーソン郡大都市圏重要な準郊外地としての位置づけが増してきている。
ヘンリー郡はアルコール飲料の販売に関して「モイスト郡」に分類される。基本的にアルコール飲料の販売が禁じられる「ドライ郡」だが、都市によっては「ウェット」、すなわち販売が許可されている所があるからである。エミネンス市は容器に入ったアルコール飲料の販売を認めている。

## 地理
アメリカ合衆国国勢調査局に拠れば、郡域全面積は291.11平方マイル (754.0 km2)であり、このうち陸地289.32平方マイル (749.3 km2)、水域は1.79平方マイル (4.6 km2)で水域率は0.61%である。

### 隣接する郡
- キャロル郡 - 北
- オーエン郡 - 東
- フランクリン郡 - 南東
- シェルビー郡 - 南
- オールダム郡 - 西
- トリンブル郡 - 北西

## 人口動態
以下は2000年国勢調査による人口統計データである。
| 基礎データ - 人口: 15,060人 - 世帯数: 5,844 世帯 - 家族数: 4,330 家族 - 人口密度: 20人/km2（52人/mi2） - 住居数: 6,381軒 - 住居密度: 9軒/km2（22軒/mi2） 人種別人口構成 - 白人: 93.97% - アフリカン・アメリカン: 3.30% - ネイティブ・アメリカン: 0.24% - アジア人: 0.35% - 太平洋諸島系: 0.02% - その他の人種: 1.26% - 混血: 0.86% - ヒスパニック・ラテン系: 2.25% 年齢別人口構成 - 18歳未満: 25.4% - 18-24歳: 7.9% - 25-44歳: 29.7% - 45-64歳: 24.7% - 65歳以上: 12.3% - 年齢の中央値: 37歳 - 性比（女性100人あたり男性の人口） - 総人口: 99.3 - 18歳以上: 95.9 | 世帯と家族（対世帯数） - 18歳未満の子供がいる: 33.8% - 結婚・同居している夫婦: 58.7% - 未婚・離婚・死別女性が世帯主: 10.4% - 非家族世帯: 25.9% - 単身世帯: 22.0% - 65歳以上の老人1人暮らし: 9.9% - 平均構成人数 - 世帯: 2.57人 - 家族: 2.97人 収入と家計 - 収入の中央値 - 世帯: 37,263米ドル - 家族: 45,009米ドル - 性別 - 男性: 31,478米ドル - 女性: 21,982米ドル - 人口1人あたり収入: 17,846米ドル - 貧困線以下 - 対人口: 13.7% - 対家族数: 10.4% - 18歳未満: 15.5% - 65歳以上: 19.9% |

## 都市と町
| - エミネンス - ニューキャッスル - 郡庁所在地 - ベツレヘム - キャンベルズバーグ - デフォー - フランクリントン | - ロックポート - ペンドルトン - プレジャービル - ポートロイヤル - スミスフィールド - サルファー - ターナーズステーション |